# Colpoclypeus michoacanensis
Colpoclypeus michoacanensis is een vliesvleugelig insect uit de familie Eulophidae. De wetenschappelijke naam is voor het eerst geldig gepubliceerd in 2011 door Sánchez & Figueroa.